# معركة قلعة بريست 1941
معركة قلعة بريست 1941(بالروسية:Битва за Брест замок) هي معركة اندلعت في 22 حزيران 1941 أي في اليوم الأول للغزو الألماني للاتحاد السوفيتي وكانت من اولى معارك عملية بارباروسا، قعلة بريست اتخذها الجيش الاحمر كـ دفاع ضد القوات الالمانية، في البداية اعتقد الالمان انهم سوف يستولون على القلعة في غضون 12 ساعة لكن المعركة استمرت 7 أيام بسبب استبسال السوفييت في الدفاع عن القلعة، وبعد الحرب العالمية الثانية أصبحت بريست رمزاً للصمود السوفيتي وفي عام 1965 تم منح القلعة لقب «القلعة البطلة»

## نبذة
القلعة تم بنائها في القرن التاسع عشر وكانت موقعاً لمعركة برزيسك ليتيوسكي عام 1939 بين الالمان والبولنديين وقد استولى عليها الالمان وبموجب ميثاق مولوتوف ربيونتوب بين الالمان والسوفييت فقد تم تسليم القلعة إلى الجيش الاحمر، وهكذا كان على الالمان في صيف 1941 احتلال القلعة واسترجاعها من السوفييت، الالمان خططوا للاستيلاء على مدينة بريست وعلى قلعتها والتي كانت تمتلك اهمية استيراتيجية لكي تصبح نقطة تجمع الجيوش الألمانية في الساعات الأولى من عملية بربروسا فضلاً عن وقوعها على الطرق المؤدية إلى موسكو ووارسو

## القوات المدافعة
الحامية في القالعة كانت تضم حوالي 9 الاف جندي سوفياتي من ضمنهم الجنود النظاميين وحرس الحدود والمفوضيين السياسيين وقد شكلوا 8 كتائب للمشاة وكتيبة استطلاعية وكتيبة مضادة للدبابات وكتيبة مضادة للطائرات من ضمنها الكتيبة الرابعة والاربعين تحت قيادة الرائد بيوتر غافريلوف اما حرس الحدود فكانوا تحت قيادة المفوض السياسي يافيم فومين وكانت القلعة تحتوي على مستشفى صغير مع وحدة طبية، اما القوات الالمانية فكانت مكونة من فوجين تعدادهما 17 الف مقاتل مع فرقتين للمدفعية وفرقتين للدبابات وفرقة للهاونات وكان مجموع القوات الألمانية حوالي 20 الف مقاتل، وقد وضعوا خطة للاستيلاء على القلعة في غضون 12 ساعة

## الهجوم والحصار
القلعة لم تتلقى انذار بالهجوم الذي بداء في 22 حزيران والذي اعقبة قصف عنيف من المدفعية الالمانية وبسبب عدم استعداد السوفييت فقد تلقوا خسائر فادحة بسبب القصف وهرب بعضهم وفي نفس الوقت اندلعت اشتباكات على الحدود بين حرس الحدود والقوات الالمانية المهاجمة الا ان الرائد السوفيتي بيوتر غافريلوف تمكن من تنظيم صفوف المدافعين بالتعاون مع المفوض يافيم فومين ولم يتمكن الالمان من التوغل إلى داخل القلعة بسبب المقاومة العنيفة التي ابداها المقاتلون السوفييت لكنهم تمكنوا من تقسيم القوات المدافعة إلى ثلاث فرق وفرضوا حصار خانق على القلعة، وفي اليوم الأول للهجوم كان الالمان قد خسروا 368 مقاتل، بسبب المقاومة الشرسة فكر الالمان بعدم مهاجمة القلعة وفرض حصار عليها حتى يموت الجنود السوفييت من العطش والجوع ويجبروا على الاستسلام وكان الالمان قبل الهجوم قد ارسلوا مجموعة من الجواسيس كانوا قد ارتدوا الزي العسكري السوفيتي وقاموا بالتخلص من كل المؤون الموجودة في القلعة، وقد كتب قائد القوات الألمانية فريتز سكليبر: 
| معركة قلعة بريست 1941 | كان من المستحيل التقدم هنا مع المشاة فقط بسبب النيران الكثيفة من البنادق والرشاشات هناك حل واحد فقط لاجبار السوفييت على الاستسلام عن طريق الجوع والعطش نحن مستعدون لاستخدام اي وسيلة متاحة لتدميرهم عروضنا للاستسلام لم تنجح | معركة قلعة بريست 1941 |

في 29 حزيران تمكن الالمان من احتلال شرق القلعة، في البداية لم يستطيعوا التقدم لكن بسبب القصف الشديد حولوا الجانب الشرقي من القلعة إلى خراب وأسروا 360 جندي سوفيتي، وقد حاولوا احتلال وسط وغرب القلعة واستخدموا الدبابات لذلك لكن السوفييت وبقيادة الرائد غافريلوف تمكنوا من صد الهجوم ودمروا عدداً من الدبابات باستخدام المدافع المضادة، وبمرور الوقت بداء الجنود السوفييت يصابون بالإرهاق بسبب الجوع والعطش لكن ذلك لم يضعف روحهم القتالية، في إحدى تقاريرة كتب القائد الألماني سكليبر:
| معركة قلعة بريست 1941 | كتيبة الهندسة القتالية الواحدة والثمانين كانت قد اعطيت مهمة لتفجير مبنى في وسط القلعة من اجل وضع حد للمقاومة المستمرة فية وقد وضعت المتفجرات في سطح وعلى النوافذ وعندما تم التفجير سمعنا صراخ وانين الجرحى السوفييت الا انهم استمروا في المقاومة | معركة قلعة بريست 1941 |

وفي 24 حزيران وضع غافريلوف ويافيم وزوباتشيوف خطة هجومية انتحارية من اجل جلب الماء من النهر القريب من القلعة إلى المدنيين والجرحى المرابطين داخل القلعة لكن الخطة فشلت وتكبد السوفييت خسائر فادحة وحاول الكثير منهم الوصول إلى النهر حاملين خوذ فارغة من اجل ملئها بالماء لكن الرشاشات الالمانية حصدتهم الواحد تلو الآخر، وبسبب اشتداد المقاومة السوفيتية فكر الالمان جدياً بترك قلعة بريست في حين توغلوا إلى اعماق الأراضي السوفيتية ووصلوا إلى مينسك بينما استعصت عليهم هذة القلعة، لم تجد القيادة الالمانية حل سوى قصف قلعة بريست بقنبلة تزن طنين حولت اغلب المعالم إلى حطام وقتلت اغلب المدافعين، وفي اليوم التالي القي القبض على زوباتشيوف وفومين، زوباتشيوف تم ارسالة إلى معسكرات العمل حيث توفي هناك بينما فومين تم اعدامة فوراً لانة مفوض، ولم يتبقى من القوات المدافعة سوى الرائد غافرليوف مع 20 جندي اختبئوا في قبو القلعة وكان أحد الجنود السوفييت قد كتب على إحدى حيطان القبو:
| معركة قلعة بريست 1941 | اموت ولا استسلم وداعاً ايها الوطن | معركة قلعة بريست 1941 |

وقد اعتقل غافريلوف بعدما اصيب اصابة خطيرة وارسل إلى معسكرات العمل وقد أطلق سراحة بعد الحرب وتم تكريمة بوسام بطل الاتحاد السوفيتي وقد عاش طويلاً حتى وفاتة عام 1979 ، عندما تم الاستيلاء على القلعة قام الالمان باعدام الجنود السوفييت المتبقين اما المدنيين فقد ارسلوهم إلى معسكرات العمل حيث مات اغلبهم، وبعد انتهاء المعركة بفترة زار موسوليني وهتلر قلعة بريست التي تحولت إلى خراب، وسط حراسة مشددة خوفاً من وجود جنود سوفييت مختبئين بين الانقاض، وثمة قصص كثيرة تروى الدفاع عن القلعة. واحداها حول آخر المدافعين عن القلعة حيث روى أحد الضابط الالمان ان فوجه كان يقوم في يوليو 1941 بتصفية جنود الجيش الاحمر القلائل الباقين على قيد الحياة هناك. وعندما قرروا بأنه لم يبق أحد على قيد الحياة أمر جنرال اس. اس باصطفاف الجنود في الساحة من اجل منحهم الميداليات والاوسمة لأستيلائهم على القلعة، عندها خرج من الاقبية تحت الأرض ضابط فارع الطول ومنتصب القامة من ضباط الجيش الاحمر. وكتب انتاناس يقول: 
| معركة قلعة بريست 1941 | كان قد اصابه العمى ، ومشى رافعا ذراعه اليسرى بينما كانت ذراعه اليمنى ممسكة بالمسدس . وكانت بزته العسكرية ممزقة ، لكنه مضى مرفوع الهامة بافتخار ، وسار على امتداد الساحة. وجمدت الفرقة في مكانها. وحين بلغ حفرة ناجمة عن انفجار قذيفة استدار نحو الغرب. وفجأة ادى الجنرال التحية إلى أخر مدافع عن قلعة بريست هذا ، واعقبه في اداء التحية جميع ضباط الفرقة. اما ضابط الجيش الاحمر فقد اخرج رفع مسدسة واطلق عيارا ناريا على راسة | معركة قلعة بريست 1941 |

## في الثقافة الشعبية
كانت الاحداث في قلعة بريست قد تم تجسيدها في فيلم انتج عام 1957 بعنوان «الحامية الخالدة» وفي فيلم اخر بعنوان «قلعة بريست» عام 2010 وكان الاديب السوفيتي قد كتب رواية بعنوان «اسمة ليس موجود في القائمة» تدور احداثها حول جندي يدعى نيكولاي بلوجنيكوف وهو أحد المدافعين عن قلعة بريست وفي نهاية الرواية يتم اعتقالة من قبل القوات الالمانية يقول «انا جندي روسي» ويموت بعد شهر كامل من القتال، الرواية قد تم تجسيدها في فيلم من إخراج اندرية ماليوكوف عام 1995

## معرض الصور

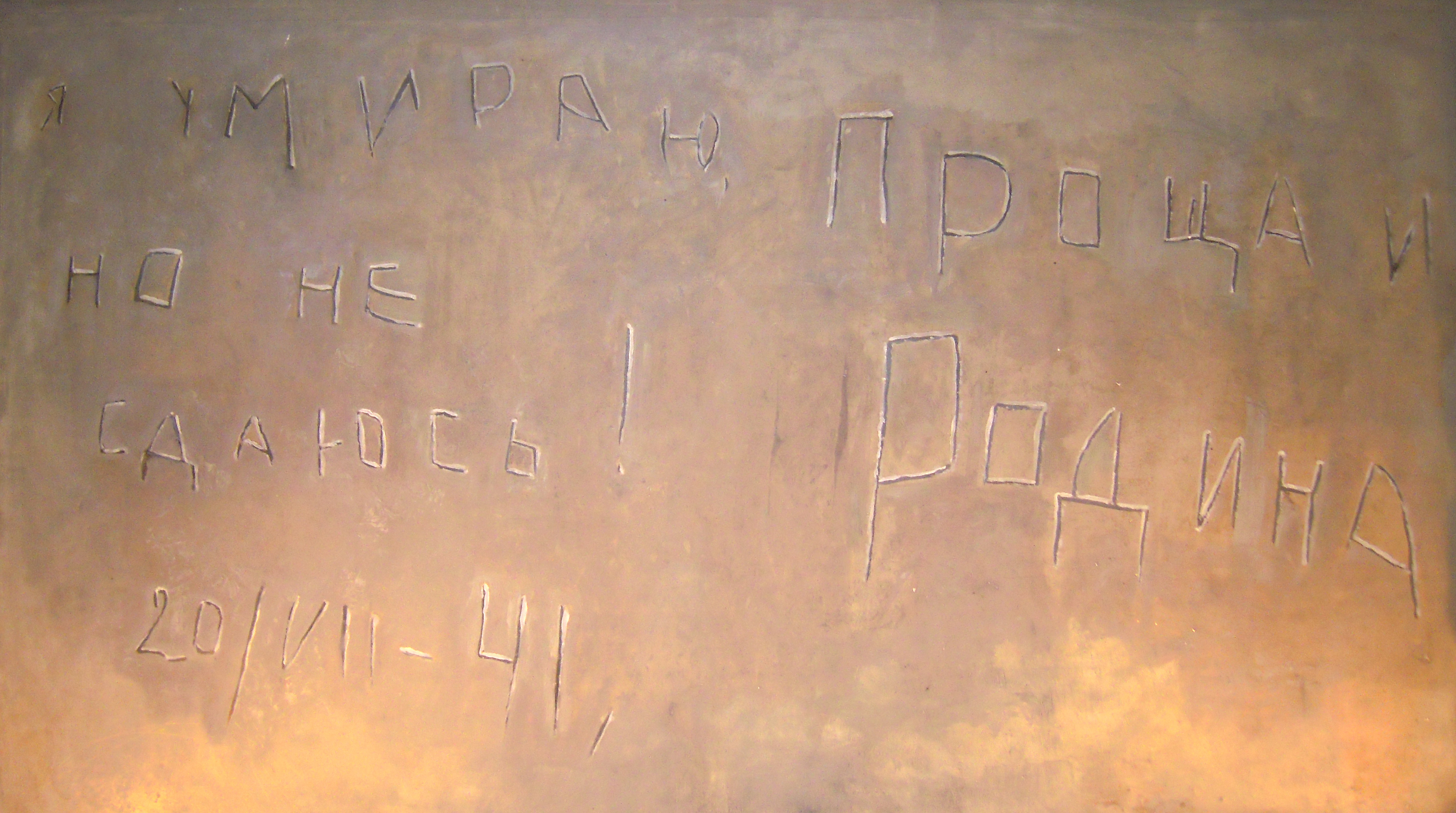
حائط القبو الذي كتب علية أحد الجنود السوفييت "اموت ولا استسلم وداعاً ايها الوطن"
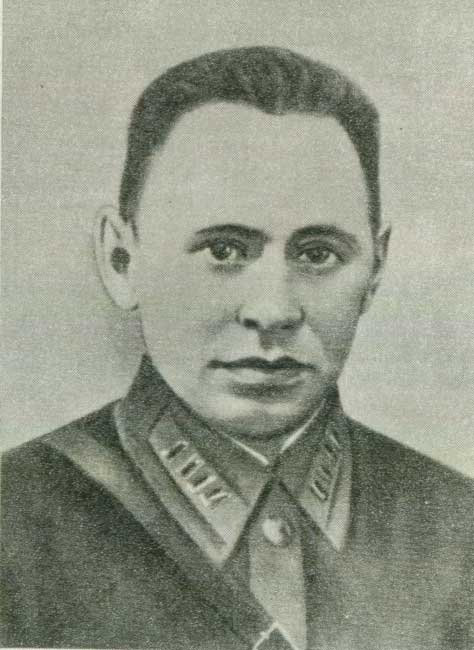
المفوض يافيم فومين قائد حرس الحددود ومن المدافعين عن القلعة

## روابط اضافية
- الدفاع عن قلعة بريست
- فاجعة قلعة بريست
- فيلم «قلعة بريست».. قصة البسالة في الدفاع عن الوطن
- الدفاع عن قلعة بريست | أحد أروع الأمثلة على بطولة الناس السوفييت